# Peter Ivanovič Bagration
‎
Princ Peter Ivanovič Bagration (rusko Пётр Ива́нович Багратио́н), ruski general, * 1765, Kizljar, Dagestan, Rusija, † 12. september 1812, vas Simi, Vladimirska gubernija, Rusija.

## Življenje
Bagration je sodeloval pri pohodu na Poljsko 1794 in pohodu Suvorova v Italijo 1799. Med Napoleonovo invazijo na Rusijo je bil poveljnik 2. armade. Med bitko pri Borodinu je bil ranjen in zaradi posledic je umrl.

## Priznanja
Poimenovanja
Po njem so 7. septembra 1946 poimenovali mesto Bagrationovsk v Kaliningrajski oblasti, ki je do tedaj imelo nemško ime Preussisch Eylau